# Torres Mentmore

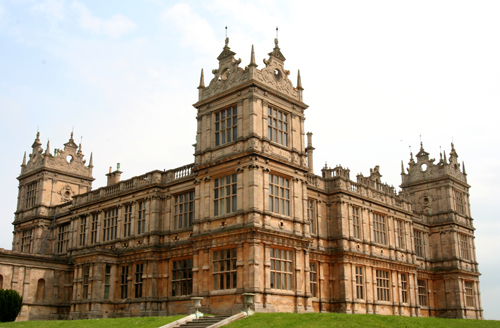
Vista de las Torres Mentmore.

Las Torres Mentmore (en inglés: Mentmore Towers) son una gran casa de campo neo-renacentista situada en el pueblo de Mentmore en el condado de Buckinghamshire. Toma su nombre del pueblo en el que está ubicada y de sus numerosas torres y pináculos. Históricamente siempre ha sido conocida como 'Mentmore', y por la gente local como la Mansión, como pasa en el cercano Tring Park. Es un edificio con protección de Grado I.

## Historia

### La época Rothschild

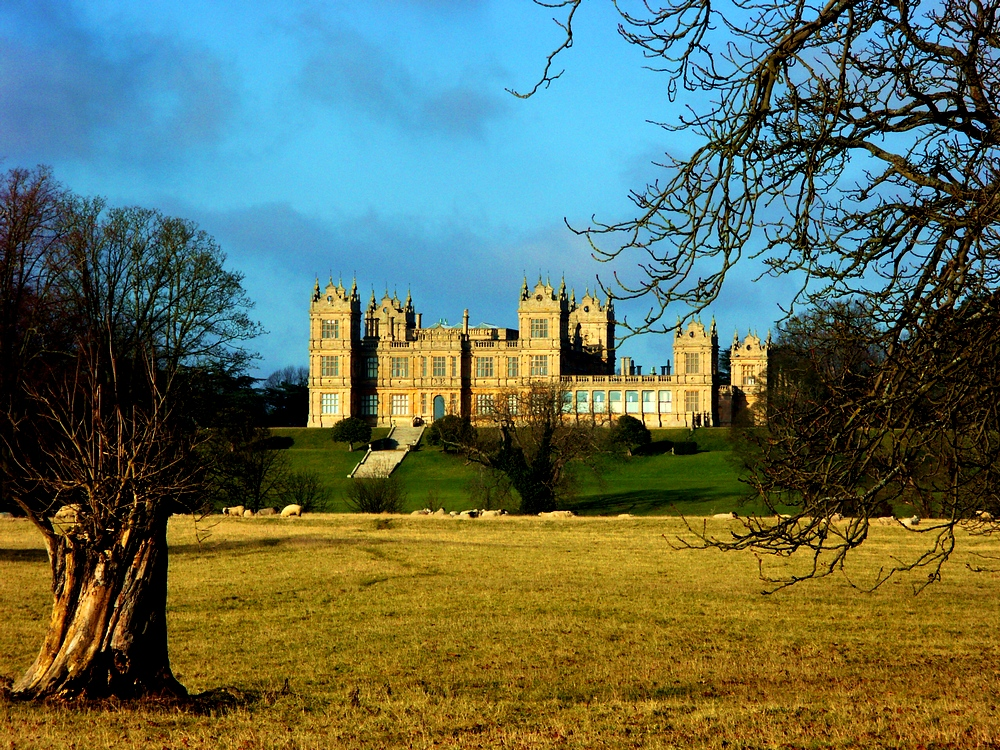
Torres Mentmore a lo lejos.

La casa fue construida entre 1852 y 1854 para el barón Mayer de Rothschild, que necesitaba una casa cerca de Londres. Posteriormente se construyeron otras casas para la familia Rothschild en Tring, Ascote, Aston Clinton, Waddesdon y Halton. Desde 1846 el Barón Meyer había estado comprando tierras por la zona. Sin embargo, no fue hasta 1850 cuando compró los terrenos de Mentmore por 12.400 libras a los administradores de la familia Harcourt.
Los planos de la nueva mansion, que se comenzó en 1852, imitaban los de Wollaton Hall en Nottingham; fueron diseñados por Joseph Paxton, famoso por ser el autor del Crystal Palace.
La antigua casa solariega, con su fachada georgiana, que fue construida por la familia Wigg en el siglo XVI, pasó a ser conocida como la Casa del Jardín, la casa del jardinero principal de la familia Rothschild; posteriormente se convirtió en la casa oficial de los Rothschild. En 2004, pasó a ser otra vez la casa solariega de campo.

### La época Rosebery
El Barón y su mujer no vivieron mucho en las Torres tras su finalización. Tras la muerte de la Baronesa, la casa fue heredada por su hija Hannah, última Condesa de Rosebery. Tras su muerte en 1890, a la edad de 39 años, debida a la Enfermedad de Bright, se convirtió en la casa de su viudo Archibal Philip Primrose, 5.° conde de Rosebery, que posteriormente se convertiría en primer ministro durante dos años en 1894. A finales de la década de 1920 el 5.º conde dio la casa a su hijo Argüí, Lod Dalmey, quien en 1929 tras la muerte de su padre se convirtió en el 6.º conde.
Ambos condes criaron a muchos ganadores de carreras clásicas de caballos en las dos caballerizas da la finca, entre esos caballos se encuentran cinco ganadores del Derby de Epson. Estos cinco ganadores fueron Ladas, Sir Visto y Cicero de las caballerizas de Crafton; junto con Ocean Swell y Blue Peter de las caballerizas de Mentmore. Ambas caballerizas estaban en un radio de 1 km.
Durante la Segunda Guerra Mundial, la Carroza Real dorada fue guardada en Mentmore para protegerla de los bombardeos de los alemanes.
Tras la muerte del 6.º conde en 1973, el gobierno laborista de James Callaghan rechazó aceptar los contenidos de la casa en lugar del impuesto sobre la herencia, que habría convertido a la casa en uno de los mejores museos ingleses de muebles europeos, objetos de arte y arquitectura de la era victoriana. Se ofreció al gobierno la casa y sus contenidos por 2.000.000 de libras pero rechazó la oferta, y tras tres años de infructuosas discusiones, la casa y los contenidos fueron vendidos en subasta pública por más de  6.000.000 de libras. Entre las pinturas vendidas había obras de Gainsborough, Reynold, Boucher, Drouais, Moroni y otros famosos artistas como Jean Henri Riesener y Chippendale. También estaban representados en la subasta los mejores trabajos de los plateros alemanes y rusos, y fabricantes de esmalte de Limoges. Se dice que esta colección era una de las mejores jamás reunidas en manos privadas, exceptuando las de las familias reales inglesa y rusa.
La casa, ya vacía, inalterada desde que fue construida, fue vendida en 1977 por 220.000 libras al Movimiento de la Meditación trascendental fundado por Maharishi Mahesh Yogi. En 1992 el movimiento hizo de Mentmore el cuartel general de su brazo político, el Partido de la Ley Natural.
Es la casa utilizada como locación para la Mansión Wayne en Batman Begins (2005) y The Dark Knight Rises (2012). En la trilogía de películas del caballero oscuro dirigidas por Sir Christopher Nolan.